# كريستينا اولسن
كريستينا اولسن (بالإنجليزية: Kristina Olsen)‏ هي ملحنة ومغنية مؤلفة أمريكية، ولدت في 26 مايو 1957.

## وصلات خارجية
- كريستينا اولسن على موقع ميوزك برينز (الإنجليزية)
- كريستينا اولسن على موقع ديسكوغز (الإنجليزية)